# مورنا (خواننده)
مورنا (به انگلیسی: Morena) (زاده ۱۹۸۴) خواننده مالتی است.
او در مسابقه آواز یوروویژن ۲۰۰۸ نماینده مالت بود.